# لاي كا فاي
لاي كا فاي (بالصينية: 賴嘉輝) (30 مايو 1983 في الصين - ) هو لاعب كرة قدم صيني في مركز الدفاع. شارك مع منتخب هونغ كونغ تحت 23 سنة لكرة القدم. أما مع النوادي، فقد لعب مع نادي سون هي ونادي سيتيزن وهونغ كونغ رينجرز وFukien AC ‏ وDouble Flower FA ‏ وMutual FC ‏.

## وصلات خارجية
- لاي كا فاي على موقع قاعدة بيانات كرة القدم.إي يو (الإنجليزية)
- لاي كا فاي على موقع Soccerway.com (الإنجليزية)